# Gaig superb
El gaig superb (Cyanolyca pulchra) és una espècie d'ocell de la família dels còrvids (Corvidae) que habita boscos dels Andes al sud-oest de Colòmbia i oest de l'Equador.